# Ровеньо, Джастин
Джастин Ровеньо (англ. Justin Rovegno; 17 июля 1989, Гибралтар) — гибралтарский футболист, защитник. Сыграл один матч за сборную Гибралтара.

## Биография

### Клубная карьера
Первым достоверно известным клубом в карьере игрока был «Гибралтар Юнайтед», за который он выступал до 2011 года, а затем перешёл в «Манчестер 62». Зимой 2014 года Ровеньо стал игроком клуба «Сент-Джозефс», но уже через полгода вернулся в «Манчестер 62», где продолжал играть до 2016 года. Сезон 2016/17 провёл в составе клуба «Лайонс Гибралтар», за который сыграл 6 матчей. Следующий сезон начал в клубе «Глэсис Юнайтед», но ни одного матча за команду не провёл и зимой 2018 года перешёл в «Бока Гибралтар» из второго дивизиона. С 2018 года является свободным агентом.

### Карьера в сборной
Единственный матч за сборную Гибралтара сыграл 7 июня 2015 года в товарищеской игре против со сборной Хорватии, в которой был заменён во время перерыва. Осенью того же года вызывался на отборочные матчи чемпионата Европы 2016, но на поле больше не выходил.